# Educação indígena

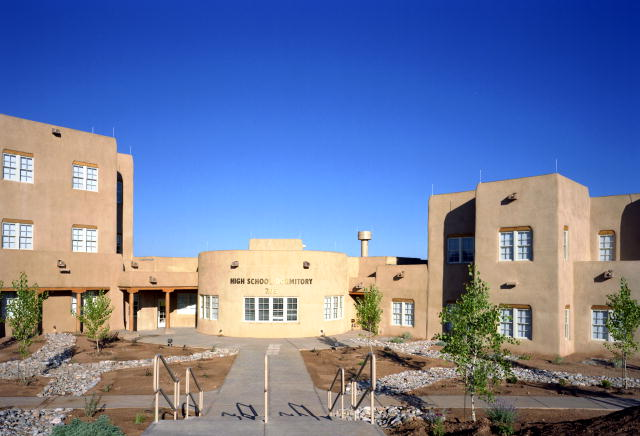
Escola indígena Santa Fé, em Santa Fé, nos Estados Unidos

A educação indígena é a educação voltada para os povos indígenas, respeitando suas especificidades culturais e procurando preservar suas culturas tradicionais. A educação indígena tem se tornado relevante nos vários países que foram colonizados e onde ainda existem os habitantes originais do mesmo. Esforços têm sido tomados de maneira a preservar a cultura destes indivíduos, mas também permitindo sua integração à sociedade moderna deles.

## No Brasil
A Lei 11 645/2008 (altera a 9 394/1996 e modifica a Lei 10 639/2003) traz a obrigatoriedade da temática ‘História e Cultura Afro-Brasileira e Indígena’ para as escolas de ensino público e privado, desde o ensino fundamental ao ensino médio.
Avanços e consensos na área de educação escolar indígena se deram tanto no plano legal quanto no plano administrativo.Ainda não se estruturou um sistema que atenda as necessidades educacionais dos povos indígenas de acordo com seus interesses, respeitando seus modos e ritmos de vida, resguardando o papel da comunidade indígena na definição e no funcionamento do tipo de escola que desejam. A impressão que se tem é que a educação escolar indígena caminha a passos lentos: avança-se em direção a algumas conquistas, mas inúmeros obstáculos se apresentam a cada momento.
Nesse contexto, um registro deve ser feito: a educação escolar indígena virou uma pauta política relevante dos índios, do movimento indígena e de apoio aos índios. Deixou de ser uma temática secundária, ganhou importância na medida em que mobiliza diferentes instituições e recursos.
O direito a uma educação diferenciada, garantido na Constituição de 1988, vem sendo regulamentado por meio da legislação. Além da Lei de Diretrizes e Bases da Educação Nacional, de 1996, e da Resolução 3/99 do Conselho Nacional de Educação, a educação indígena está contemplada no Plano Nacional de Educação e no projeto de lei de revisão do Estatuto do Índio, ambos em tramitação no Congresso Nacional.

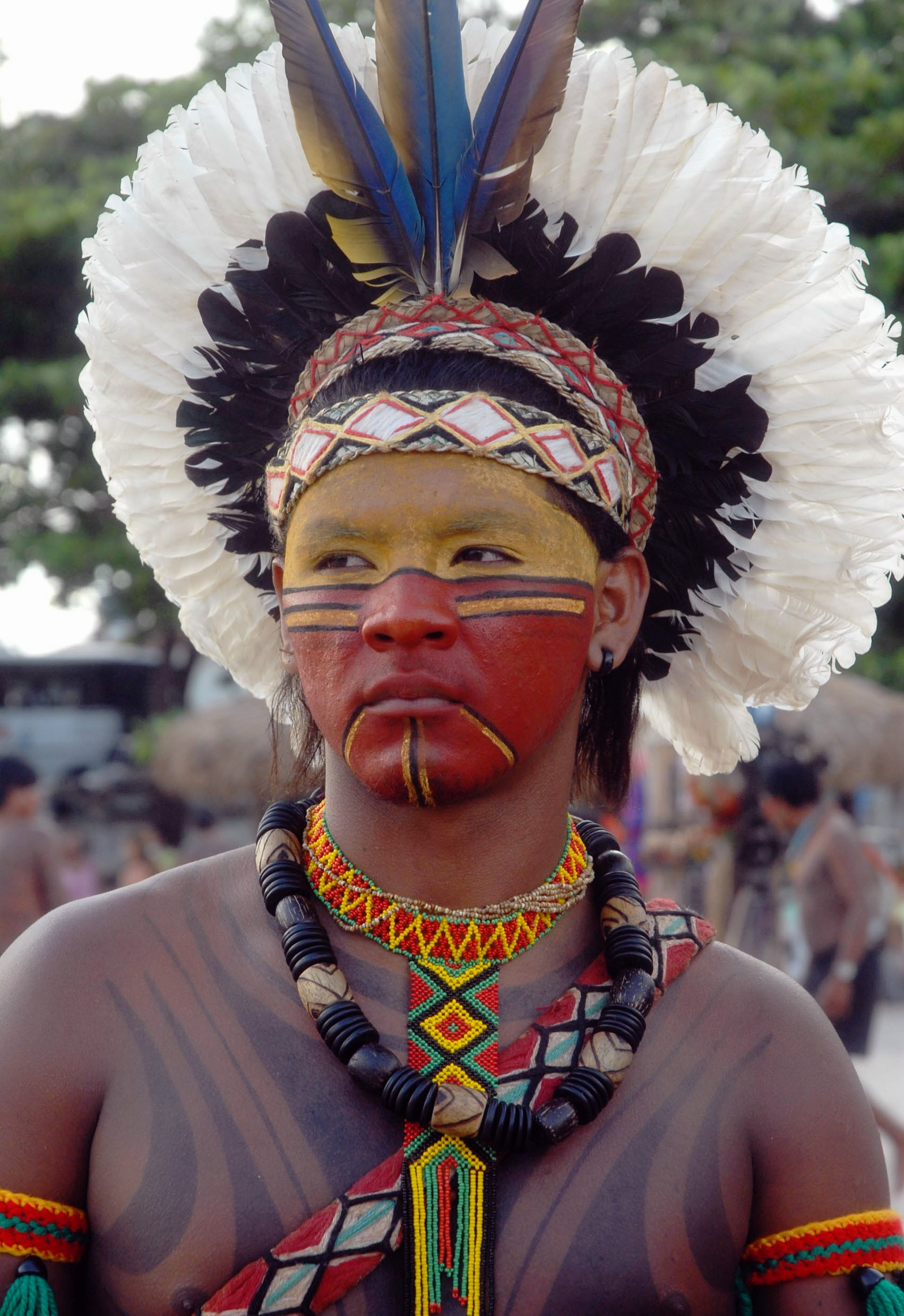

Encontros, reuniões e seminários têm se tornado recorrentes para a discussão da legislação educacional, de propostas curriculares para a escola indígena, de formação de professores índios, do direito de terem uma educação que atenda a suas necessidades e seus projetos de futuro. Hoje não mais se discute se os índios tem ou não que ter escola, mas sim que tipo de escola.
A formação da consciência da cidadania, a capacidade de reformulação de estratégias de resistência, a promoção de suas culturas e a apropriação das estruturas da sociedade não-indígenas, pela aquisição de novos conhecimentos úteis para melhoria de suas condições de vida, estão em pauta nas propostas relativas à educação escolar indígena. Abandonam-se os pressupostos educacionais que, desde a colônia, tinham características integracionistas visando a homogeneização da sociedade brasileira pela aculturação e assimilação.
Atendendo às demandas e às experiências inovadoras desenvolvidas por organizações indígenas, a educação escolar indígena passa a ser reconhecida pela constituição de 1988 e pela legislação relativa à educação como comunitária, intercultural, bilíngue, específica e diferenciada.

### Professores Indígenas para as Escolas Indígenas
A educação diferenciada possibilita que o ensino trabalhado em cada escola preserve os universos sócio-culturais específicos de cada etnia. Daí ela ser bilíngue, preferencialmente ministrada por professores indígenas em escolas indígenas nas aldeias com programas curriculares definidos pelas próprias comunidades. Para qualificação profissional existem os cursos de ensino médio que habilitam para o magistério indígena no Ensino Fundamental séries iniciais . Além deles, os cursos de ensino superior em Licenciaturas Indígenas têm formado docentes para atuarem no ensino fundamental e no ensino médio. Atualmente, professores de aproximadamente 90 etnias cursam a Licenciatura Específica para Indígenas em Universidades Federais e Estaduais das mais diferentes regiões do país. Por outro lado, algumas Universidades já vêm reservando vagas aos indígenas em diversos cursos como medicina, enfermagem etc. A Universidade Federal de São Carlos criou uma vaga em cada um de seus cursos (37) para as etnias indígenas, com processo seletivo exclusivo, o que deverá ocorrer já em 2008.
Como os professores têm de atender a um currículo muito diferenciado, sua formação é especial e devem defender e aplicar a educação indígena como um ensino especializado, que está associado à referencias culturais múltiplas e diversas, como defende Da Cunha, em sua entrevista: Educação escolar indígena em Roraima: formação docente e escolas específicas e diferenciadas. A sua formação, na maioria das vezes, está relacionada a projetos conduzidos por universidades, organizações não-governamentais ou secretarias estaduais, que organizam a formação dos professores num currículo quase sempre aberto ou em construção. Atualmente, já temos educadores indígenas formando novos professores indígenas.

### Dados a respeito da Educação Escolar Indígena no país
Os dados do Censo Escolar INEP/MEC  2006 apontam a existência de 69 escolas funcionando nas terras indígenas atendendo a mais de 174 mil estudantes. Nestas escolas trabalham aproximadamente 10.200 professores, 90% deles indígenas. 1.113 escolas estão vinculadas diretamente às Secretarias Estaduais de Educação. Outras 1.286 escolas, principalmente nos estados do Mato Grosso, Mato Grosso do Sul, Amazonas, Pará, Paraná, Bahia, Paraíba e Espírito Santo, são mantidas por Secretarias de Educação de 179 Municípios. Existem ainda algumas escolas indígenas mantidas por projetos especiais, como da Eletronorte, e por entidades religiosas. Estas escolas são declaradas no Censo Escolar como “escolas particulares”.

### Língua materna e  Alfabetização
o uso da língua materna é indispensável para a aprendizagem inicial e alfabetização,devendo ser prolongado ao máximo dentro do processo educativo.
A formação de professores e  uso da língua materna, o documento diz: “Todo planejamento educacional deve incluir, em cada etapa, a capacitação de uma quantidade suficiente de professores, falantes nativos da língua materna, e que virão a ser competentes e qualificados para ensinar nesta língua.”
A alfabetização só é viável caso exista uma quantidade suficiente de materiais disponíveis que atenderá aos adultos,adolescentes e crianças em idade escolar.Esses materiais devem conter assuntos de instrução e lazer.A escola indígena deve levar o aluno a valorizar e conservar sua própria cultura e a manter o uso da língua materna em três modalidades,oral,escrita,e literária, enquanto a língua portuguesa está sendo aprendida e desenvolvida. O objetivo é que o aluno desenvolva sua capacidade para o biletramento funcional com a fluência oral e escrita nas duas línguas, em todas as áreas da aprendizagem, assim colocando a língua materna em pé de igualdade com a língua oficial.

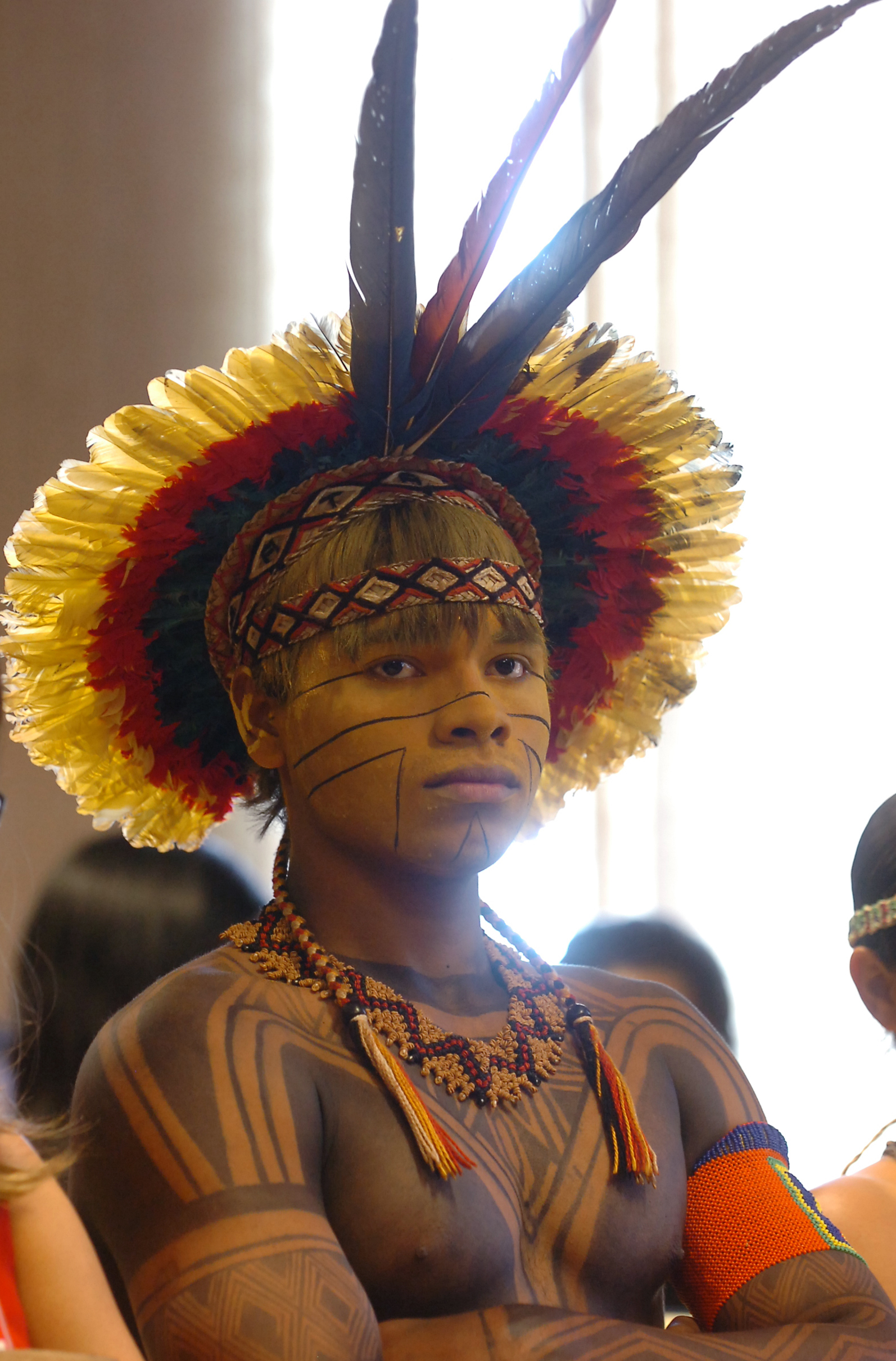

### Legislação
A educação indígena é um direito assegurado aos povos indígenas do Brasil pela Constituição Brasileira de 1988. O caput do artigo 210 estabelece que:
| “ | Serão fixados conteúdos mínimos para o ensino fundamental, de maneira a assegurar formação básica comum e respeito aos valores culturais e artísticos, nacionais e regionais. | ” |

E o parágrafo 2º do mesmo artigo estatui:
| “ | O ensino fundamental regular será ministrado em língua portuguesa, assegurada, às comunidades indígenas, também a utilização de suas línguas maternas e processos próprios de aprendizagem. | ” |

### Antecedentes

Escola indígena baníua no rio Içana, na Amazônia

Todas as constituições republicanas brasileiras (exceto a de 1891) reconheceram, aos povos indígenas, direitos sobre os territórios por eles habitados, embora sempre guiadas pelo pressuposto de que esses povos estavam fadados à perda de sua identidade mediante uma gradual absorção pela sociedade dos "brancos". Entretanto, a Constituição de 1988 vai mais longe no tocante aos direitos indígenas, reconhecendo a organização social, costumes, línguas, crenças e tradições desses povos, além dos "direitos originários sobre as terras que ocupam, competindo, à União, demarcá-las, proteger e respeitar todos os seus bens." É responsabilidade da União, através da Fundação Nacional do Índio (FUNAI), assegurar, aos povos indígenas, o exercício desses direitos.
Apesar disso, durante séculos, os povos indígenas foram culturalmente massacrados e marginalizados pela maioria "branca". Assim, esses povos vêm perdendo sua identidade, sua cultura, sua história - quando não são exterminados fisicamente pelo "homem branco".
Historicamente, a educação indígena esteve ligada à catequese dos índios, apaziguando-os, tornando-os dóceis e submissos às necessidades do colonizador. Ensinava-se a língua portuguesa, desconsideravam-se os mitos, as crenças, os hábitos indígenas, e as aulas eram ministrados por professores brancos.
Algumas tribos passaram a viver mais como brancos do que como os índios, maravilhados pelas novidades e comodidades da vida fora da aldeia.
Outros foram incansáveis e defenderam seu modo de vida, usando o processo de educação dos jovens, exatamente para manter a cultura de seu povo.
Devido à realidade de exploração que a maioria das tribos vivia, os próprios povos sentiram a necessidade de aprender a escrita de sua língua moderna.

### Política brasileira de educação escolar indígena
Atualmente, a escola indígena, para a maior parte dos povos que mantêm contato com a civilização, tem como objetivo manter os costumes desses povos e ensinar a sua língua junto com outras matérias. O currículo é diferenciado não apenas porque inclui o ensino da língua materna, mas porque deve incluir disciplinas que respondam a demandas, necessidades e interesses da própria comunidade.
A diversidade linguística está diretamente ligada à questão da educação. No Brasil, são faladas cerca de 180 línguas em aproximadamente 200 sociedades indígenas diferentes. "Cada um desses povos é único, tem uma identidade própria, fundada na própria língua, no território habitado e explorado, nas crenças, costumes, história, organização social."
Com base no princípio de que as minorias étnicas do país devem ser contempladas por uma política pública apropriada, foram elaboradas as Diretrizes para a Política Nacional de Educação Escolar Indígena Segundo essas diretrizes, a definição do currículo de uma escola requer "o conhecimento da prática cultural do grupo a que a escola se destina (...) Para uma ação educacional efetiva, requer-se, não apenas uma intensa experiência em desenvolvimento curricular, mas também métodos de investigação e pesquisa para compreender as práticas culturais do grupo. Assim, para a definição e desenvolvimento do currículo da escola de uma determinada comunidade indígena é necessária a formação de uma equipe multidisciplinar, constituída por antropólogos, linguistas e educadores, entre outros, de maneira a garantir que o processo de ensino-aprendizagem se insira num contexto mais amplo do que um processo paralelo e dissociado de outras instâncias de apreensão e compreensão da realidade."

### Problemas enfrentados pelas instituições escolares indígenas do Brasil
Professores reunidos na III Assembléia Geral do Conselho dos Professores Indígenas da Amazônia, ocorrida em Manaus, em 2003, fizeram um diagnóstico da situação das escolas indígenas e destacaram, entre os principais problemas enfrentados:[carece de fontes?]
- Não reconhecimento das escolas indígenas;
- Falta de infraestrutura adequada; legal
- Discriminação e preconceito;
- Não implementação da legislação da Educação Escolar Indígena, em especial da Resolução 03/99;
- Ausência de representação indígena nos Conselhos de Educação;
- Falta de uma política pública para atender à necessidade do Ensino Superior voltado aos interesses dos povos indígenas buscando o compromisso das universidades públicas;
- Falta de atendimento ao Ensino Fundamental da 5ª à 8ª série;
- Falta de concursos públicos diferenciados para resolver a situação dos contratos temporários de trabalho.

### Programa de Apoio à Formação Superior e Licenciaturas Interculturais Indígenas
Em 2005, o Ministério da Educação criou o Programa de Apoio à Formação Superior e Licenciaturas Interculturais Indígenas (Prolind), voltado aos docentes do Ensino Fundamental e do Ensino Médio. No início de 2011, mais de 1,5 mil professores indígenas estavam em formação em 23 licenciaturas oferecidas por 20 instituições de ensino superior. Como exemplo, a UFAM é uma das instituições engajada em estimular o reconhecimento da diversidade étnico cultural, com o objetivo de descolonizar os conhecimentos e incentivar a presença e permanência de indígenas no ensino superior através de ações afirmativas.

### Criação de universidades indígenas
A primeira iniciativa de promoção da educação indígena em nível superior ocorreu em 2001 no estado do Mato Grosso, quando a Universidade do Estado de Mato Grosso (UNEMAT) criou no seu campus de Barra do Bugres as primeiras turmas voltadas exclusivamente para a formação de professores indígenas. Na oportunidade foram oferecidas as licenciaturas em nível de graduação nas áreas de "Ciências Matemática e da Natureza", "Ciências Sociais", "Artes, Língua e Literatura".
A iniciativa pioneira da UNEMAT evoluiu alguns anos depois para que ocorresse a criação de uma unidade própria dentro do campus de Barra do Bugres chamada de Faculdade Indígena Intercultural (FAINDI) vinculada à própria UNEMAT, instituição que na década de 2010 passou a oferecer o curso de mestrado profissional específico para professores indígenas chamado “Ensino em contexto Indígena Intercultural", o primeiro curso de mestrado específico em educação indígena do Brasil.
Em 2003, a Universidade Federal de Roraima (UFRR) se tornou a primeira instituição de ensino superior federal a oferecer o curso de graduação em Licenciatura Intercultural voltada para os povos indígenas. Esta iniciativa daria origem à futura unidade universitária denominada "Instituto Insikiran de Formação Superior Indígena" da UFRR.
Em 2012, a Universidade Federal da Grande Dourados (UFGD) se torna a primeira instituição de ensino superior federal a criar uma unidade universitária específica para a população indígena: a Faculdade Intercultural Indígena (FAIND).
Uma das primeiras iniciativas de criação de uma universidade pública em nível federal para atender as especificidades dos povos indígenas ocorreu em janeiro de 2014, quando o Ministério da Educação brasileiro criou um grupo de trabalho (GT) com a finalidade de realizar estudos sobre a criação de uma universidade intercultural indígena que promovesse atividades voltadas para a valorização dos patrimônios epistemológicos, culturais e linguísticos dos povos indígenas, considerando-se suas demandas e necessidades, por meio do ensino, pesquisa e extensão.
Esse primeiro GT reunia especialistas como Gersem Baniwa, Macaé Evaristo, América Cesar, Rita Potyguara, Weibe Tapeba, Davi Kopenawa, Joênia Wapixana, Marcos Terena, Chikinha Paresí, entre outros.
Em abril de 2023, o Acampamento Terra Livre (ATL) em Brasília debateu a criação de uma instituição de ensino superior para atender às especificidades dos povos indígenas na qual a educação tradicional não deixaria de ser lecionada, mas que os conhecimentos indígenas teriam o mesmo peso no currículo universitário.
Em 16 de junho de 2023, o senador Mecias de Jesus (Republicanos) apresentou no Senado Federal um projeto de lei propondo a criação de uma "Universidade Federal Indígena do Brasil" a ser sediada no estado de Roraima.
Em 26 de junho de 2023, a deputada federal Célia Xakriabá (PSOL) apresentou na Câmara dos Deputados um requerimento propondo a realização de Seminário para tratar sobre o tema das Universidades Indígenas.
Em outubro de 2023, o Governo Estadual do Maranhão anunciou o lançamento da pedra fundamental do Centro de Saberes Tenetehar Tukàn, instituição de ensino superior situada na Terra Indígena Araribóia no município de Amarante do Maranhão que pretende se transformar em uma universidade indígena estadual com ensino bilíngue.
Em dezembro de 2023, a ministra Sônia Guajajara anunciou que o Ministério dos Povos Indígenas estava estudando o projeto de uma universidade para os povos indígenas que possuiria cinco campi para cada uma das regiões brasileiras.
Na mesma época, em audiência pública na Comissão parlamentar da Amazônia e dos Povos Indígenas e Tradicionais da Câmara dos Deputados, a secretária de Educação Continuada, Diversidade e Inclusão do Ministério da Educação (MEC), Rosilene Cruz de Araújo Tuxá, afirmou que um grupo de trabalho do MEC deve apresentar, nos próximos meses, uma proposta sobre a nova instituição a ser submetida a consulta pública junto às comunidades indígenas.